# Тоника
С общото име „Тоника“ са известни няколко български вокални (вокално-инструментални) групи в Бургас и София, общото между които са по-голямата част от вокалистите.

## „Тоника“

### История
1969 – 1971 г. – „Тоника“ е създадена като оркестър към Културния дом на транспортните работници в Бургас с ръководител Стефан Диомов. Идеята за вокална група по подобие на италианската група „Рики е Повери“ се оформя окончателно през 1971 г. Репетициите започват с Ева Найденова, Анастасия Бинчева (Сия), Георги Найденов – Гого и Хари Шерикян. Хари влиза в казармата като моряк и на неговото място е поканен Яким Якимов.
1972 г. – първият голям успех на групата е 2-ра награда на фестивала „Тракийска лира“ в Стара Загора. В инструменталния състав е Вальо Николов.
1973 г. – „Тоника“ участва в X световен фестивал на младежта и студентите в Берлин.
1974 г. – песните „Балада“ (композитор Стефан Диомов) и „Къде е Чили“, представени от „Тоника“ на 5-ия младежки конкурс за забавна песен, печелят съответно първа и трета награда. „Балкантон“ издава малка плоча с наградените песни. Хари Шерикян се завръща в „Тоника“.
1975 г. – издаден е първият студиен албум на групата: дългосвиреща плоча с каталожен номер ВТА 1830 от „Балкантон“. От този период е и малката плоча „Лека нощ, усмивки“/ „Светлина“. През тази година „Тоника“ започва работа като професионална група към главното управление на Строителните войски в София по покана на Морис Аладжем. Хари Шерикян напуска групата и неговото място е заето от Иван Христов. Песента „Сбогуване“ (музика Стефан Диомов) печели първа награда на Бургаския фестивал.
1976 г. – песента „Ладо ле“ на композитора Стефан Димитров печели първа награда на фестивала „Златният Орфей“. Песните „Ладо ле“ и „Ден след ден“, представени от „Тоника“ на „Златният Орфей“, са издадени на малка плоча от „Балкантон“.
1977 г. – песента „Нека да е лято“, отново на композитора Стефан Димитров, печели втора награда на фестивала „Златният Орфей“.
1978 г. – песента „Интимно“ (м. Стефан Диомов), представена с Орлин Горанов, печели първа награда на Младежкия конкурс за забавна песен. Издаден е вторият албум на „Тоника“. Записан с „ФСБ“ и с новаторски графичен дизайн, този албум представлява сериозна стъпка напред в развитието на групата и е сред най-добрите албуми, издадени от „Балкантон“ за всички времена. След издаването на албума Сия напуска групата, а малко по-късно и България. Нейното място в групата се заема от Галина Анастасова, по-известна като Галя Ичеренска.
1979 г. – песента „Разказвай ми“ (м. Стефан Диомов) печели първа награда на Бургаския фестивал. „Тоника“ представя песента „Отвесен пламък“ на „Златният Орфей“. През изминалия творчески период всички вокални аранжименти на песните са на ръководителя на групата Стефан Диомов.
1980 г. – в началото на годината групата престава да съществува, а песните им са забранени поради политически причини и не звучат по българското радио и телевизия до 1989 г. През 1986 г. обаче изнасят скромен концерт (с участието и на Ваня Костова, която по-късно напуска групата поради вътрешни разногласия) от няколко песни в бар-дискотеката на ВМА, София по случай рождения ден на внука на тогавашния министър на отбраната Добри Джуров. Стефан Диомов, чрез конкурс, създава „Тоника СВ“ с Ваня Костова, Милица Божинова, Ралица Ангелова, Драгомир Димитров и Теодор Шишманов, а Ева, Гого и Иван продължават да пеят под името „Домино“. Сия се установява в САЩ, където заедно с Трошан Владовски създават групата Double Freedom.
През септември 1994 г. съставите „Тоника“, „Тоника СВ“ и „Домино“ правят паметни бенефисни концерти в Бургас и София, последвани от концертен албум и видеокасета. След тези концерти „Тоника“ и „Тоника СВ“ се обединяват под името „Фамилия Тоника“.

### Дискография

#### Малки плочи
- 1974 г. – „Пети младежки конкурс за забавна песен 1974 г.“ (SP, Балкантон – ВТК 3151)[1]
- 1975 г. – „Тоника“ (SP, Балкантон – ВТК 3196)[2]

#### Дългосвирещи плочи
- 1975 г. – „Тоника“ (Балкантон – ВТА 1830)[3]
- 1978 г. – „Тоника“ (Балкантон – ВТА 10256)[4]

#### Аудиокасети
- 1995 г. – „Тоника. Най-доброто“ (Балкантон – ВТМС 7721)[5]

## „Тоника СВ“

### История
Членове на групата: Ваня Костова (алт, до юли 1986 г.), Милица Божинова (сопран), Ралица Ангелова (алт), Драгомир Димитров (тенор), Теодор Шишманов (бас-баритон, до 1983 г.), Емил Василев (бас-баритон, 1983 – 1991;2023-).
„Тоника СВ“ е сформирана на 12 март 1980 г. в София след общонационален конкурс към Ансамбъла при главното управление на Строителните войски.
На конкурса участват 249 кандидати от цяла България. След 3 тура висококвалифицирано жури избира 1 сопран, 2 алти, 1 тенор и 1 бас-баритон.
През лятото на 1980 г. „Тоника СВ“ са на „Златният Орфей“ като беквокална група на певците, участници във фестивала.
В този си състав в албумите „Приятели“ от 1982 и „Който си свири зло не мисли“ от 1988 година са представени две песни по музика на Зорница Попова и текст на Йордан Янков, това са „И още нещо“ и „Който си свири зло не мисли“.
Групата дебютира на Младежкия конкурс за забавна песен през 1981 г.
Сред най-големите успехи на „Тоника СВ“ е участието в телевизионния конкурс „Мелодия на годината“ през 1981 г., когато песента „Приятели“ (м. Ст. Диомов) заема първото място, а „Един неразделен клас“ (м. Недко Трошанов) – второто.
През 1982 г. издават първия си албум „Приятели“, включващ тотални хитове като „Приятели“, „Аз и моето момиче“, „Един неразделен клас“, „И още нещо“, „Момчето от шлепа“, „Конче мое“ и др., които се пеят и до днес.
През периода 1981 – 1982 г. записват и песни, които не включват в албум, като „Къде си“, „Вечерен вятър“, „Карнавал“, „Полски път“ (съвместно с младата тогава певица Роксана Белева), „Твоята китара“, „Ако те има“ (с Орлин Горанов) и баладата „Вместо сбогом“, която е последната песен на доайена на българската поп музика Йосиф Цанков и я има само във фонотеката на БНР. Нотите на тази песен са намерени върху пианото му в деня на неговата смърт през 1971 г. След 10 години съпругата му се свързва със Стефан Диомов и му предава партитурите на песента за дообработка.
На телевизионния конкурс „Мелодия на годината '82“ участват с песента „Аз и моето момиче“ на Стефан Диомов и Ваньо Вълчев.
Българското радио (тогава единствено в България) всекидневно излъчва и популяризира песните им.
В началото на 1983 г. започват записите на нови песни за предстоящия втори албум.
Басът на групата Теодор Шишманов напуска състава и започва работа в БНР като редактор в английска редакция. На негово място постъпва Емил Василев, бивш хорист в Ансамбъла на ГУСВ. С него завършват записите за втория албум, който излиза същата година със заглавие „Мария“. От този албум освен заглавната особена популярност придобиват и песни като „За старата любов“, „Цвете за обич“, „Малайка“, „Старата игра“, „Нощен влак“, „Едно момче на път“, „Мандолината“ и др.
През 1983 г. участват в записите на вокалните партии на песните „Ти, Ромео“ и „Цветове“ – и двете по музика на Стефан Диомов, изпълнени от Росица Ганева за дебютния и албум.
През 1984 г. записват песента „Рондо“ на Стефан Диомов по текст на Найден Вълчев, която не включват в албум.
В края на 1984 г. започват записите за поредния трети албум. Той излиза през 1985 г. с името „Обич“.
На телевизионния конкурс „Мелодия на годината '85“ участва с 3 песни – „Мирът“ (песен на месец януари, музика: Янко Миладинов, с участието на Орлин Горанов, „Казваха ми“ (песен на месец юни, музика: Стефан Диомов, текст: Михаил Белчев) и „Обич“ (песен на месец декември), музика: Стефан Диомов, текст: Пейо Пантелеев).
Други популярни песни от третия албум са „Звезда“ (влязла впоследствие в самостоятелния репертоар на Ваня Костова), „Люлякови нощи“ по музика на директора на „Балкантон“, композитора Александър Йосифов и стихове на поета Павел Матев, „В някой ден“, „Зима“, „Запази последния танц“, акапелната „До утре“ и др.
Интересното в този албум е новата акапелна версия на шотландската песен „За старата любов“. Решават спонтанно да направят и такъв вариант, въпреки че същата песен е и в предния албум. На техен концерт е имало желание от страна на публиката да я изпеят, но са без инструменталния съпровод (поради навлизане на нови песни в репертоара) и я изпяват а капела. Резултатът е впечатляващ и така стигат до решението да я направят и в този вариант и отново да бъде издадена в албум.
През 1985 г. „Тоника СВ“ правят своя версия на руската песен „Миллион алых роз“ по музика на Раймонд Паулс и позната в изпълнението на Алла Пугачова. Солист на песента е Ралица, която се справя блестящо. Песента не е включена в албум, но е заснета от БНТ.
През 1985 г. са първите певци, които пеят в новооткрития тогава Делфинариум във Варна като гости на икономическото предаване „За един милиард“, което се излъчва пряко по БНТ. Там пеят песните „Звезда“ и „Къде си, лято“. Явяват се в намален състав – без Ралица поради нейно заболяване. По ирония на съдбата през лятото на 1988 г. Ваня Костова е последната певица, пяла в Делфинариума. След 2 поредни лета на концерти на естрадни изпълнители, съпровождащи представленията с делфините, от високите децибели единият от делфините умира и прекратяват всякакви концертни изяви там. Този неприятен инцидент се случва при гостуването на Ваня Костова като вече самостоятелна певица през лятото на 1988 г.
През пролетта на 1986 г. БНТ заснема рецитал на състава.
Същата година правят студиен запис на руската песен „Свежий ветер“ по музика на Павел Айдонитский и стихове на Анатолий Ковальов. Тази песен е много малко известна. Само няколко пъти е звучала по радиото. Интересното в нея е, че е единствената песен на групата, където Ваня и Ралица имат в една обща песен солови партии. Песента не е включена в албум. По-късно през 1987 г. Ваня Костова я включва в първия си самостоятелен албум „Песни от концерт“.
През 1986 г. на Пролетния радиоконкурс представят новата си песен „Очакване за пролет“ (м. Стефан Диомов, т. Богомил Гудев), която също не включват в албум.
През юли 1986 г. пътят на членовете на „Тоника СВ“ се разделя. Ваня и Стефан Диомов напускат групата, а Милица, Ралица, Драго и Емил продължават да пеят като „Тоника СВ“ до 1991 г. с основен двигател на групата Емил. Според четиримата от „Тоника СВ“ това е „златният“ период на групата.
Ваня Костова започва самостоятелна кариера.
През 1986 г. „Тоника СВ“ записва песента „Жажда“ по музика на Тончо Русев и текст на Лозан Такев.
Едва на Новогодишната програма на 31 декември 1986 г., излъчена по БНТ, но записана още в края на лятото, зрителите разбират, че Ваня Костова вече не е част от „Тоника СВ“. Там първо се появява тя сама с китара в ръце и пее песента „Звезда“. На закриването на програмата се появяват само четиримата от „Тоника СВ“ и пеят песента „Жажда“. В тази песен всеки един от групата пее солово по 1 куплет, което е доста красноречиво.
През 1988 г. участват във фестивала „Златният Орфей“ с песента „Илюзия“.
До 1991 г. групата изнася над 1200 концерта, между които силни концерти имат в СССР (Русия и Украйна), Германия и Чехословакия.
През 1988 г. излиза четвъртият им албум „Който си свири, зло не мисли“. Тотален хит в този албум става песента на Тончо Русев и Георги Джагаров „Нощна песен“, по-известна като „Кой ще каже какво е любов“. Други популярни песни от четвъртия им албум са „Две топли думи“, „След раздяла“, „Щастие“, „Мотив от стара ваза“ и др.
На телевизионния конкурс „Мелодия на годината-88“ представят песните „Който си свири, зло не мисли“ по музика на покойната вече Зорница Попова, която песен стига до финалния кръг, и песента на Йонко Попов „Пясъчен миг“.
През 1989 г. БНТ заснема техен рецитал, съвместно с певицата Росица Борджиева от Ансамбъла на ГУСВ.
През 1991 г. „Тоника СВ“ прави последния си концерт във Враца. Вечерта след концерта четиримата приятели се събират и вземат решение поради икономическите проблеми в страната да продължат да пеят заедно в по-добри времена.
През 1994 г. всички се събират във „Фамилия Тоника“ заедно с част от членовете на старата Тоника.
През 2001 г. Ваня Костова и Теодор Шишманов отново напускат групата. Останалите певци продължават да пеят под името „Фамилия Тоника“ до лятото на 2014 г., когато групата се разпада.
На 12 март 2015 г., на рождения ден на „Тоника СВ“, всички членове на групата, без Емил Василев, който не живее в България и вече починалия Гого, се събират и решават отново да продължат за огромна радост на стотиците хиляди фенове.
През лятото на 2015 г. „Тоника СВ“ участва в юбилейния концерт „Хайде заедно“ на Стефан Диомов. Пред препълнените летни театри на Бургас, Варна и Стара Загора отново изпяват хитове като „Аз и моето момиче“, „Вечерен вятър“, „Люлякови нощи“, „Сутрин рано, вечер късно“, „Приятели“ и „Здравей, как си, приятелко“.
През декември 2015 г. групата е поканена като специален гост от Ал Бано и Ромина Пауър на концерта им в зала „Арена Армеец“.
На 9 март 2016 година в НДК, Зала 1 участват в софийския вариант на спектакъла „Хайде заедно“ на Стефан Диомов.
На 7 юни 2016 участват в празнична програма в гр. Първомай.
На 11 юни 2016 „Тоника СВ“ са специални гости на първия „Фестивал на цацата“, провел се в село Кранево, където пеят за първи път през своята кариера.
От групата обещават възобновяване на голяма част от песните си, които са общо 60, както и съвсем нови песни.
Песни, които не са включени в албуми на „Тоника СВ“:
- 1981 – 1982 – „Къде си“, „Вечерен вятър“, „Твоята китара“, „Вместо сбогом“, „Карнавал“, „Полски път“ (с Роксана Белева) и „Ако те има“ (с Орлин Горанов)
- 1984 – „Рондо“
- 1984 – песен от заглавната шапка на тв предаването от РТВЦ, Пловдив „За един милиард“
- 1985 – „Миллион алых роз“, „Мирът“ (с Орлин Горанов)
- 1986 – „Очакване за пролет“, „Свежий ветер“, „Песен за биещите камбани“, „Жажда“
- 1987 – „Легенда за Рачо Ковача“
- 1988 – „Илюзия“, „Куче“

### Дискография
- 1982 г. – „Приятели“
- 1983 г. – „Мария“/ „Малайка“/ „О, Малао“
- 1985 г. – „Обич“
- 1989 г. – „Който си свири, зло не мисли“
- 1995 г. – „Тоника СВ. Най-доброто“

## „Домино“

### История
Членове: Виолета Гюлмезова, Ева Найденова, Иван Христов (до 1986 г.) – вокали, Гого Найденов – вокал, бас китара; Красимир Гюлмезов – вокал, клавир, Илия Василев – китара, вокал (след 1986 г.); Валентин Янев – ударни (след 1986).
„Домино“ се появява през пролетта на 1981 г., но първите песни нямат успех.
Година по-късно, след промени в състава, бившите членове на вокална група „Тоника“ Ева и Гого Найденови и Иван Христов организират нова вокална група, която се представя на радиоконкурса „Пролет“ с песента „Един прозорец още свети“ (м. Йонко Попов).
През 1984 г. песента „Моя любов“ (м. Ст. Димитров) е удостоена с първа награда на фестивала „Златният Орфей“.
Най-големият успех на „Домино“ е на фестивала в Сопот, Полша през 1985 г.: 2-ра награда от конкурса „Кехлибареният славей“ за изпълнение на полска песен („Този дивен свят“, м. Чеслав Ниемен); наградите на Полското радио и телевизия и на публиката. Красимир Гюлмезов печели наградата „Сребърният камертон“ за аранжимент на същата песен.
През 1986 г. „Домино“ се преобразува във вокално-инструментален състав. На фестивала „Златният Орфей“ изпълнява песента „Не оставай сам“ на Александър Бръзицов, която печели 2-ра награда и се представя на „Шлагерфестивал“ в Дрезден.

### Дискография
- 1985 г. – „Един прозорец още свети, моя любов“
- 1986 г. – „Домино“
- 1995 г. – „Домино. Най-доброто“
- 2001 г. – „Домино – подбрано за ценители“

## „Фамилия Тоника“

### История
След бенифисните концерти на „Тоника“, „Тоника СВ“ и „Домино“ през 1994 г. Милица Божинова, Ваня Костова, Ева Найденова, Ралица Ангелова, Драгомир Димитров, Гого, Теодор Шишманов и Стефан Диомов продължават да работят заедно под името „Фамилия Тоника“.
Първият албум на „Фамилия Тоника“ е издаден през 1996 г. от „Унисон“. Този албум е съпроводен от видеокасетата „С Фамилия Тоника на турне“, която включва записи от концерти на групата в Пловдив, Варна, Бургас и Несебър.
За Коледа 1998 г. е издадена и видеокасета „В нощ като тази“, включваща концерта на групата в Народния театър през 1997 г.
До края на 2014 г. групата се състои от Ева Найденова, Милица Божинова, Ралица Ангелова и Драгомир Димитров. След шумен скандал с композитора Стефан Диомов на „Фамилия Тоника“ е забранено да изпълняват неговите песни, много от които са сред най-емблематичните за групата, а последният им албум „Нека да е лято“ е създаден в тясно сътрудничество с композитора Стефан Димитров. Затопляне на отношенията между Диомов и „Фамилия Тоника“ се наблюдава след оповестяването на тежката болест на фронтмена на групата Георги Найденов, тъй като Диомов се включва в организацията на благотворителните концерти за събиране на средства за лечението на Гого, който умира в началото на 2014 г.

### Дискография
- 1994 г. – „Концерт Бенефис“
- 1996 г. – „Фамилия Тоника 2“
- 2000 г. – „Сутрин рано, вечер късно“
- 2004 г. – „Фамилия Тоника по италиански“
- 2004 г. – „Все ни пречи нещо“
- 2007 г. – „Нека да е лято...“

## „Тоника Домини“
„Тоника Домини“ се състои от Ева Найденова и Красимир и Виолета Гюлмезови. Тя е продължение на прословутата на времето група „Домино“.

### Дискография
- 2015 г. – „Спомен за Гого“